# یاشنگن ماوه
یاشنگن ماوه (به لاتین: Jasienin Mały) یک روستا در لهستان است که در گمینا یژوو واقع شده‌است.